# Potez 54
Потэ 54 (фр. Potez 54) — французский средний бомбардировщик смешанной конструкции. Представлял собой подкосный моноплан с двумя двигателями в гондолах под крылом и убирающимся в гондолы шасси. Разрабатывался по концепции BCR (фр. bombardement, combat, renseignement — бомбардировка, (воздушный) бой, разведка (воздушный крейсер)). Самолёт разработан в конструкторском бюро фирмы «Аэропланс Анри Потэ». Серийное производство велось на заводе «Потэ» в Мельте с начала 1935 года.
На вооружение Франции поступил весной 1935 года. Помимо этого стоял на вооружении Румынии с конца 1935 года и Испании с августа 1936 года.

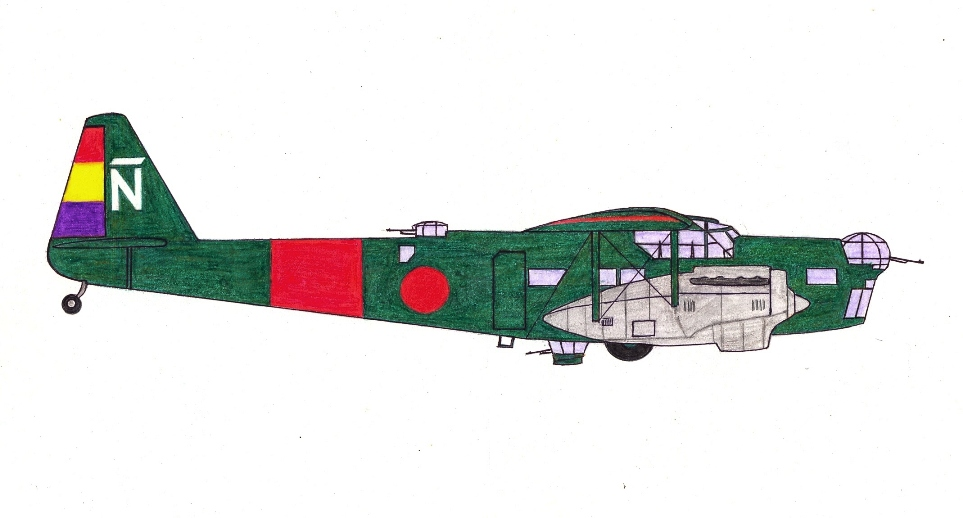
Potez 542 (код 'Ñ') ВВС республиканской Испании.

## Variants
Potez 54
Первый прототип с двухкилевым хвостовым оперением, позже переделан в Potez 540 No. 1.
Potez 540
Серийная модификация с 12-цилиндровыми V-образными двигателями Hispano-Suiza 12Xirs и 12Xjrs, (790 л.с., левого и правого вращения). Построено 185 самолётов, использовавшихся во Франции и Испании.
Potez 541
моторы заменены на звездообразные Gnome-Rhône 14Kdrs (860 л.с.). 1 самолёт переделан из 540-го.
Potez 542
Модификация P.540 с V-образными двигателями Lorraine 12Hfrs Pétrel (720 л.с.). Построено 74, применялись во Франции и Испании.
Potez 543
Экспортная модификация P.541 со звездообразными двигателями Gnome-Rhône 14Kdrs. 10 экземпляров строились для Румынии (фактически поставлено 8?), 4 переданы республиканской Испании.
Potez 544
Невооружённый самолёт фоторазведки с двигателями Hispano-Suiza 12Ybrs, 1 экземпляр.

## Операторы
Франция
- ВВС Франции
- Авиация ВМС Франции
- ВВС Виши[1]
- ВВС «Свободной Франции»

 Румыния
- ВВС Румынии

 Республиканская Испания
- ВВС республиканской Испании

 Королевство Италия
- Regia Aeronautica[2]

## Самолёт в массовой культуре

### В кинематографе
Макет самолёта Potez 540 фигурирует в фильме "Espoir: Sierra de Teruel" по роману Андре Мальро, также он представлен в сериале Brána do historie (2-я серия, Československo proti nacismu). 

### В сувенирной и игровой индустрии
Известна модель Potez 540, выпускавшаяся с середины 1970 гг компанией Heller (80395, 1:72), её перепаковки чешской фирмой SMĚR (0846) и польской Mistercraft (F-51), а также доработанный комплект транспортной модификации от чешской AZ model (AZM7576).